# Antirhea jamaicensis
Antirhea jamaicensis là một loài thực vật]] thuộc họ Rubiaceae. Đây là loài đặc hữu của Jamaica.